# Starksia robertsoni
Starksia robertsoni är en fiskart som beskrevs av Baldwin, Victor och Castillo 2011. Starksia robertsoni ingår i släktet Starksia och familjen Labrisomidae. Inga underarter finns listade i Catalogue of Life.